# Гийас-ад-Дин Азам-шах
Гийас-ад-Дин Азам-шах (бенг. গিয়াসউদ্দীন আজম শাহ) (? — 1411) — третий султан Бенгалии из династии Ильяс-шахов (1390—1411) . Он был одним из самых выдающихся средневековых бенгальских султанов. Он установил дипломатические отношения с Китайской империей Мин, установил культурные контакты с ведущими мыслителями Персии и завоевал Ассам.

## Правление
Один из восемнадцати сыновей Сикандар-шаха, султана Бенгалии в 1358-1390 годах. Гийас-ад-Дин Азам-шах стал новым султаном Бенгалии после того, как его собственные войска свергли и убили его отца султана Сикандар-шаха в битве при Голпаре в 1390 году, несмотря на то, что Азам-шах приказал им не убивать его отца. В начале своего правления он завоевал и подчинил Камарупу в современном Ассаме. Его интересы включали создание независимой судебной системы и развитие культуры Персии и Бенгалии.

## Дипломатические и региональные вопросы
Гийас-ад-Дин Азам-шах первым установил дипломатические отношения с Китаем, направив посольства ко двору Минской династии в Пекин. Он обменялся послами и подарками с минским императором Юнлэ. Бенгалия была заинтересована в установлении стратегического партнерства с Китаем для противодействия влиянию своих соседей, в том числе Делийского султаната. Китайцы выступали посредниками в нескольких региональных спорах. Султан также построил прочные отношения с Джаунпурским султанатом в Северной Индии. Он посылал послов в Хиджаз и финансировал строительство медресе в Мекке и Медине.

## Литературный покровитель
Гийас-ад-Дин Азам-шах был покровителем ученых и поэтов. Между прочим, персидский поэт Хафиз Ширази вел с ним переписку. Шах Мухаммад Сагир, мусульманский бенгальский поэт, написал свое знаменитое произведение «Юсуф-Зулеха» во время правления Гийас-ад-Дина. Индуистский поэт Криттибас Оджа также перевел «Рамаяну» на бенгальский язык во время его правления.